# وريد قولوني أيمن
الوريد القولوني الأيمن يصرّف من القولون الصاعد، وهو من روافد الوريد المساريقي العلوي. يقوم الوريد بالعبور برفقة الشريان القولوني الأيمن في [[البطن]].